# Davide Rostislavič
Davide Rostislavič (in russo e in ucraino Давыд Ростиславич?; Smolensk, 1140 – Smolensk, 23 aprile 1197) fu principe di Smolensk dal 1180 fino alla sua morte e probabile terzogenito maschio di Rostislav Mstislavič, che fu principe di Kiev in diverse occasioni.
Viene definito un personaggio ardimentoso assieme a suo fratello Rurik nel Canto della schiera di Igor'.

## Biografia
Discendente del ramo Rostislavič della dinastia rjurikide, Davide nacque a Smolensk nel 1140 ed era il figlio di Rostislav Mstislavič e di una consorte ignota. Si è a lungo sviluppato un dibattito relativo a quanti fossero i fratelli nati prima di lui, in quanto le uniche certezze riguardano il fatto che Romano fosse il primogenito maschio della coppia e Mstislav l'ultimo. Resta incerto se Svjatoslav fosse effettivamente loro figlio (John Fennell, ad esempio, non lo menziona nemmeno nell'albero genealogico dei Rostislavič) e sono sorte delle perplessità su chi fosse nato prima tra Davide e Rurik, ma al netto di pareri discordanti, la maggioranza degli esperti tende a credere che Rurik fosse più grande. Questa ricostruzione è suffragata da una serie di elementi. Innanzitutto, si deve segnalare il coinvolgimento di Rurik (e non di Davide) in un'operazione bellica del 1157, anno in cui le cronache affermano che fosse a capo di un contingente di truppe; quest'assunzione di responsabilità implicherebbe, in termini di anzianità, una posizione di rilievo rispetto ai fratelli. Ciò è ulteriormente confermato quando, nel 1159, il padre Rostislav incaricò lui e Romano di accorrere in aiuto di Rogvolod Borisovič di Polock contro Minsk; gli altri discendenti di Rostislav erano probabilmente ritenuti troppo giovani per unirsi agli scontri. Nel 1167, Rostislav incaricò «Rurik, Davide e Mstislav» di prepararsi a respingere un'invasione cumana a Kaniv, poiché Romano si trovava a Smolensk ed era dunque troppo lontano per intervenire; è interessare sottolineare l'ordine fornito dalle cronache, il quale non è casuale e rispetta la consuetudine di elencare i fratelli per anzianità.
Stando alle cronache, in previsione di una nuova campagna contro i poloviciani, i discendenti più illustri tra i Rostislavič si radunarono a Vručij nel 1168, anno in cui era peraltro deceduto Rostislav a Kiev. Più o meno in quel contesto, a Davide dovette venire assegnata Vyšgorod. La scomparsa di Rostislav spinse Mstislav II Izjaslavič a insediarsi con la forza a Kiev al posto di Vladimiro Mstislavič, fratello del principe defunto e primo in linea di successione per anzianità. Ciò indispettì Andrea Bogoljubskij, signore di Vladimir-Suzdal' e discendente del ramo rjurikide dei Monomachi, il quale aveva influenzato le sorti sorti politiche della capitale sin da quando l'aveva razziata anni prima (sacco di Kiev del 1169). Dopo un primo momento in cui Rurik e suo fratello Davide appoggiarono Mstislav, essi cambiarono schieramento e aiutarono Andrea, consentendo l'ascesa al comando del suo fratello minore, Gleb Jur'evič.

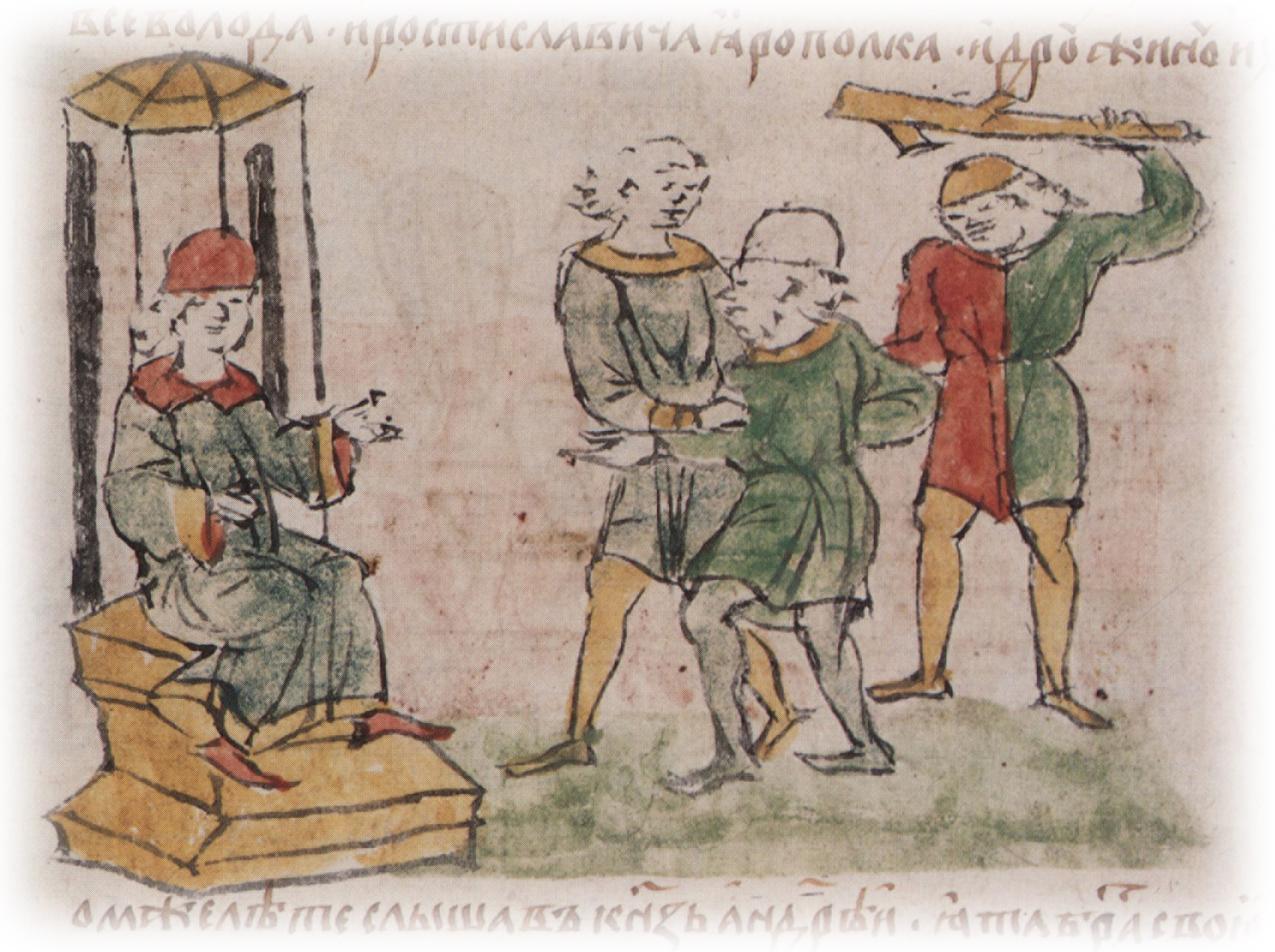
Davide Rostislavič e i suoi fratelli scacciano Vsevolod III Jur'evič dal trono di Kiev nel 1173. Miniatura tratta dalla Cronaca dei Radziwiłł

La morte di Gleb Jur'evič il 20 gennaio 1171 inaugurò un periodo assai turbolento per la storia di Kiev, in quanto Andrea Bogoljubskij non fu in grado di insediare un proprio fantoccio al potere. Nel 1173, la situazione si incancrenì quando i kievani diffusero la voce che Gleb fosse stato avvelenato e Andrea pretese da Romano Rostislavič di ricercare i colpevoli e inviarli al suo cospetto. Avendo rigettato la richiesta, costui pretese che Romano, Davide e Mstislav lasciassero la moderna capitale ucraina, Vyšhorod e Belgorod, tornando infine al loro dominio patrimoniale di Smolensk. Rurik, attivo a Vručij, fu ignorato dalla minaccia, mentre Romano, per evitare scontri, tornò a Smolensk e Andrea lo sostituì con suo fratello Michele Jur'evič a Kiev. Quest'ultimo valutò attentamente la situazione e, per timore di subire lo stesso destino di Gleb, preferì consegnare l'insediamento al fratello minore Vsevolod Jur'evič (il futuro Vsevolod III di Vladimir) e al nipote Jaropolk Rostislavič. Davide, Rurik e Mstislav, tuttavia, non furono soddisfatti di questi accordi e reagirono attaccando il 24 marzo la città, facendo prigionieri Vsevolod e Jaropolk e nominando Rurik come nuovo principe. Si trattò della prima volta che i Rostislavič sfidarono apertamente l'autorità di Andrea, la cui posizione genealogica era superiore.
Nel 1175, insieme al principe Oleg Svjatoslavič, Davide combatté a Černihiv e nel 1176 fu sconfitto dai poloviciani in una battaglia combattuta vicino a Rostovec, menzionata nel Canto della schiera di Igor'. Mentre Svjatoslav III Vsevolodovič di Černihiv, dal 1176 diventato principe di Kiev, si trovava impegnato in una battuta di caccia nel 1180, Vsevolod III Jur'evič ne rapì il figlio Gleb. Poiché la cattura di un membro della propria dinastia veniva considerata una grave onta, Svjatoslav si adirò moltissimo e si impegnò immediatamente a radunare un esercito. Inoltre, accusò i Rostislavič di aver collaborato con Vsevolod III e, per questo, provò ad attaccare sia Davide sia Rurik, malgrado non riuscì nel proprio scopo. Nonostante l'impeto iniziale, l'aggressore valutò di non essere in grado di sconfiggere entrambi, motivo per cui ripiegò a Černihiv e consentì così a Rurik di ritornare a Kiev, che nel frattempo aveva trovato rifugio a Belgorod. L'episodio dimostrerebbe, stando agli storici, che il fine ultimo di Svjatoslav non era soltanto quello di vendicarsi per il rapimento del figlio, ma anche quello di circoscrivere il nucleo di potere dei Rostislavič attorno alla capitale della Rus'.
Sempre nel 1180, Romano, il membro più anziano in vita dei Rostislavič, morì a Smolensk. Mstislav era come detto già deceduto, motivo per cui Rurik e Davide rimanevano i due soli eredi attivi; il secondo sostituì Romano a Smolensk, lasciando però libera Vyšhorod, e si allontanò dalla lotta per il comando della Rus' che avrebbe interessato Rurik e Svjatoslav di Černihiv, i due principali contendenti. Nel 1181, Svjatoslav condusse una fallimentare campagna contro Vsevolod III in Suzdalia, decidendo poi di dirigersi verso Kiev dopo aver sbaragliato le forze di Davide Rostislavič. Alla fine, si giunse a un compromesso che portò alla costituzione di un duumvirato tra Svjatoslav e Rurik. Nel 1186, Davide, come parte della coalizione principesca, andò a Polack per sostenere il suo alleato Vladimiro, che assunse il trono nel 1184 al termine della sua lotta contro gli abitanti di Polack.

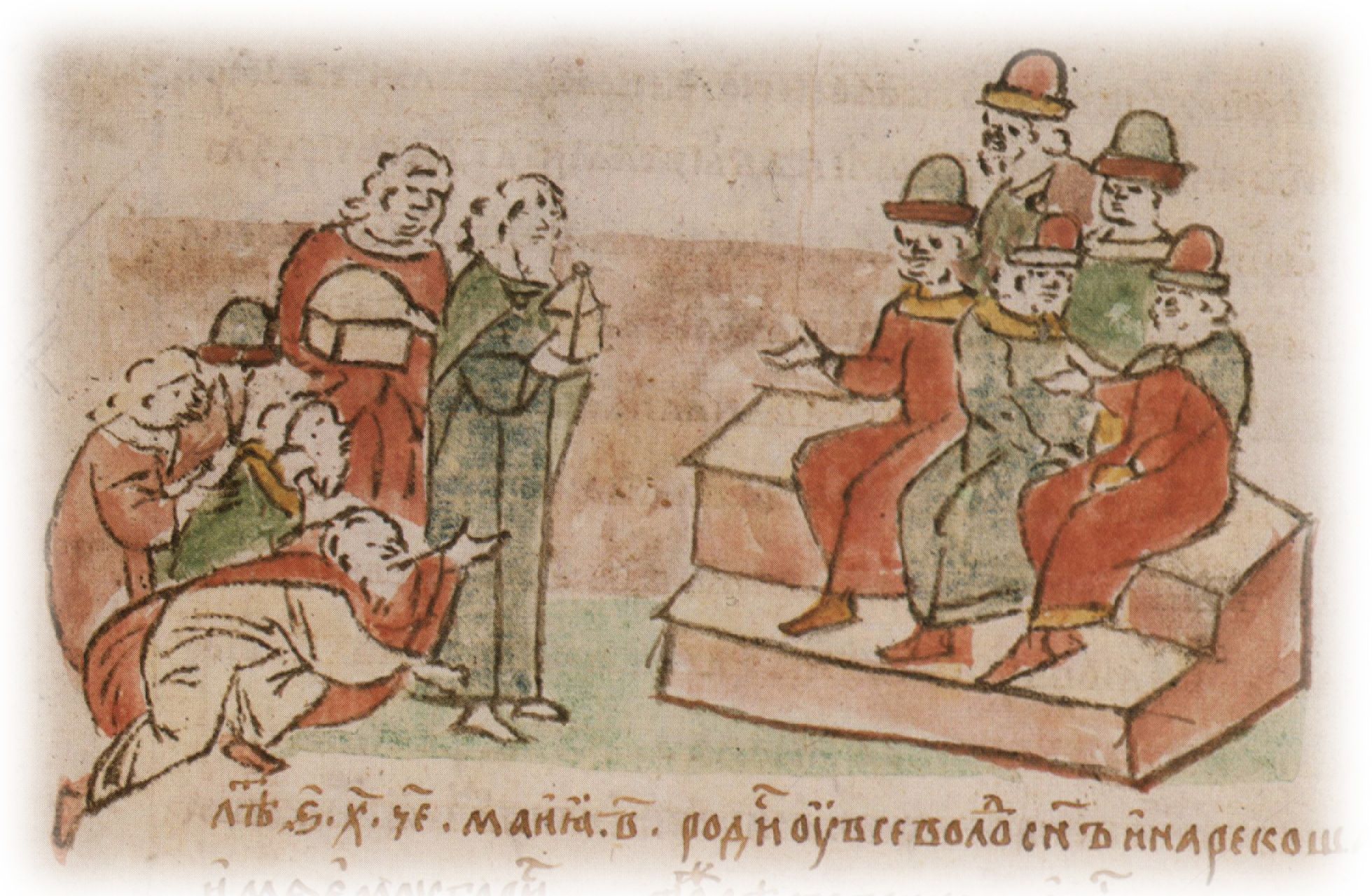
Gli abitanti di Polack negoziano una pace con Davide Rostislavič e altri principi dopo l'insediamento di Vladimiro, alleato dei Rostislavič

Pare che un momento di crisi fu raggiunto nel 1190, ma le cronache non forniscono alcun chiarimento utile a ricostruire la vicenda con maggiore dovizia di particolari, limitandosi a riferire che nell'autunno del medesimo anno Svjatoslav si scontrò con Davide e Rurik. Un conflitto maggiore esplose però nel 1196, quando Svjatoslav era morto e Rurik era subentrato come unico principe di Kiev. Jaroslav II Vsevolodovič, principale esponente del ramo rjurikide degli Olgoviči di Černihiv e parente di Svjatoslav, era infatti presto entrato in contrasto con i Rostislavič e la diplomazia aveva lasciato lo spazio alle armi. La guerra che si scatenò si rivelò «brutale, lancinante, confusa e su ampia scala». Le forze degli Olgoviči si scontrarono con quelle di Davide Rostislavič, accorso in aiuto del fratello, e prevalsero, facendo prigioniero il suo nipote maggiore per età, Mstislav Romanovič. Poiché, come detto, la cattura di un membro della propria dinastia veniva considerata all'epoca ignominioso, Rurik si accinse a radunare un esercito e sollecitò a intervenire Vsevolod III al più presto, sebbene questi preferì temporeggiare e ritardare un intervento diretto per tutta l'estate del 1196. Dopo tempo immemorabile, Vsevolod III raggiunse la coalizione guidata da Rurik e suggerì di raggiungere una pace, consiglio che fu osteggiato dal fratello Davide. Constatata la situazione, Vsevolod III agì da politico consumato e ne approfittò per siglare una pace separata con Jaroslav, circostanza che lasciò insoddisfatti i Rostislavič e non risolse alcuna disputa in maniera definitiva.
Il 23 aprile 1197 Davide Rostislavič morì e Mstislav Romanovič, liberato come promesso da Jaroslav, gli subentrò nel ruolo di principe di Smolensk. Al pari dei fratelli Rurik e Mstislav, vari scritti elogiano la caparbietà e il coraggio dimostrato da Davide in vita.

## Ascendenza
|                      |   |                    | Genitori           |  |  | Nonni                    |  |  | Bisnonni             |  |
|                      |   |                    |                    |  |  | Mstislav I Volodymyrovyč |  |  | Vladimir II Monomaco |  |
|                      |   |                    |                    |  |  | Mstislav I Volodymyrovyč |  |  | Vladimir II Monomaco |  |
|                      |   | Gytha del Wessex   |                    |  |  | Mstislav I Volodymyrovyč |  |  |                      |  |
| Rostislav Mstislavič |   |                    |                    |  |  | Mstislav I Volodymyrovyč |  |  |                      |  |
|                      |   | Cristina di Svezia | Ingold I di Svezia |  |  |                          |  |  |                      |  |
|                      |   | Cristina di Svezia | Ingold I di Svezia |  |  |                          |  |  |                      |  |
|                      |   | Cristina di Svezia | Elena di Svezia    |  |  |                          |  |  |                      |  |
| Davide Rostislavič   |   | Cristina di Svezia |                    |  |  |                          |  |  |                      |  |
|                      | … | …                  |                    |  |  |                          |  |  |                      |  |
|                      | … | …                  |                    |  |  |                          |  |  |                      |  |
|                      | … | …                  |                    |  |  |                          |  |  |                      |  |
| ?                    | … |                    |                    |  |  |                          |  |  |                      |  |
|                      |   | …                  | …                  |  |  |                          |  |  |                      |  |
|                      |   | …                  | …                  |  |  |                          |  |  |                      |  |
|                      |   | …                  | …                  |  |  |                          |  |  |                      |  |
|                      |   | …                  |                    |  |  |                          |  |  |                      |  |

## Influenza culturale
Davide Rostislavič viene menzionato assieme al fratello Rurik Rostislavič in alcuni versi del Canto della schiera di Igor, un importante poema epico scritto in antico slavo orientale e approssimativamente risalente alla fine del XII secolo:
Oh, pianga la terra di Rus' ricordando gli anni passati e i principi di una volta!

Quell'antico e saggio Vladimir, impossibile inchiodarlo nel suo palazzo tra i colli di Kiev. I suoi stendardi sono oggi quelli di Rjurik e quelli di Dav[i]d[e]: ma disgiunti sventolano i drappi, le une contro le altre cantano le lance!»
(Canto della schiera di Igor, versi 73, 92, 93)